# Albion Motors
Albion Automotive est un ancien constructeur écossais d'automobiles et de véhicules utilitaires basé à Scotstoun, en banlieue de Glasgow. Aujourd'hui, c'est un simple équipementier automobile. Il était actif entre 1899 et 1951.
De la Première Guerre mondiale aux années 1950, Albion a été le rival de Foden en termes de robustesse et de fiabilité de ses camions. En 1951, Albion a été racheté par Leyland Motors et est devenu une simple marque commerciale pour une partie de sa production. Son nom a été définitivement abandonné par British Leyland en 1980.
Aujourd'hui, la compagnie est une filiale d'American Axle & Manufacturing et produit des essieux, des transmissions, des châssis, des vilebrequins et des composants de châssis. Marque de véhicule la plus connue en Écosse, Albion possédait un slogan célèbre, « Sure as the Sunrise » (litt. : Aussi sûr que le lever du soleil).

## Histoire

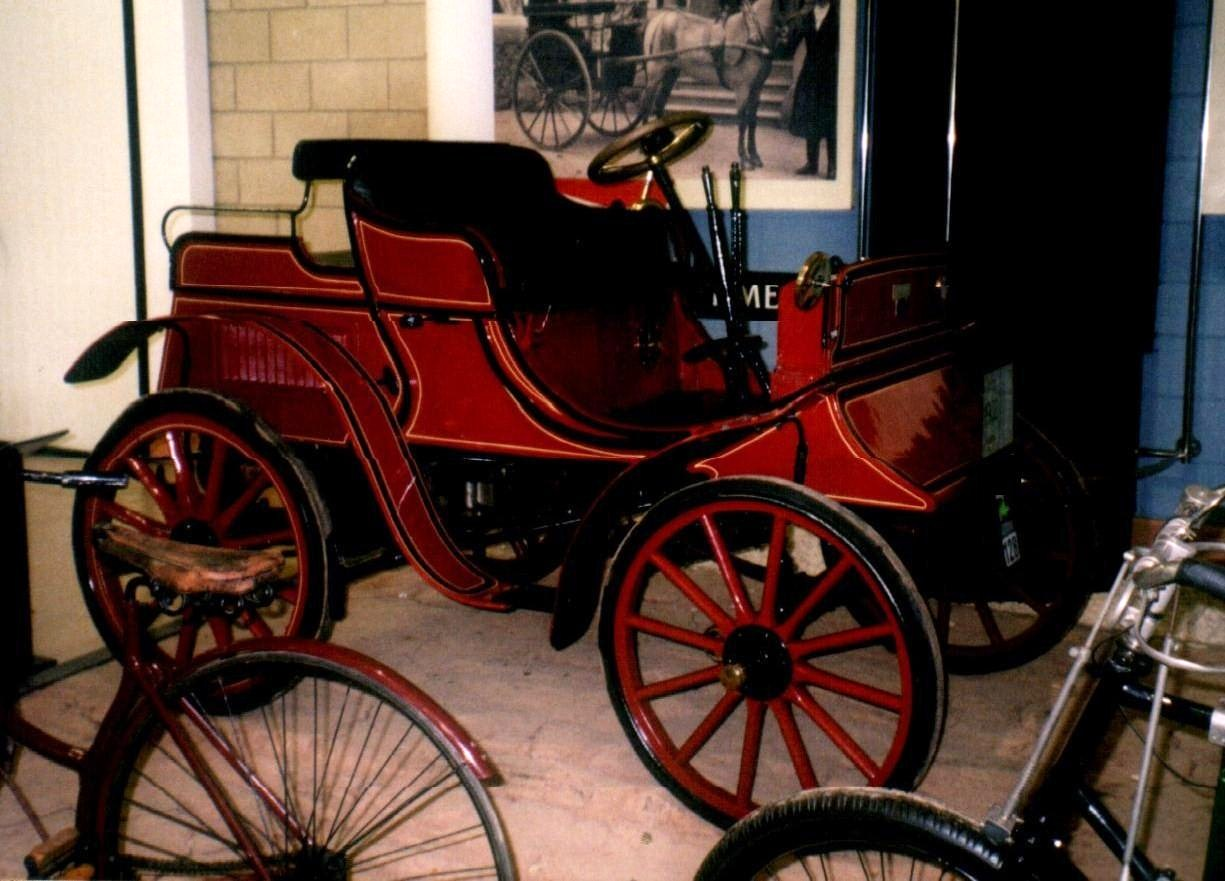
Voiturette Albion 1902.

Albion 16HP Wagonette 1904.

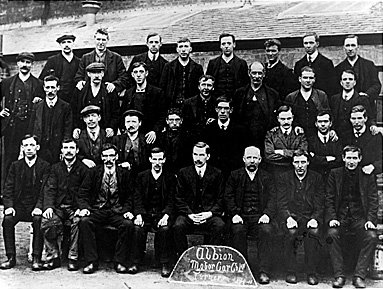
Employés d'Albion Motors en 1911.

Albion Motor Car Company Ltd a été fondé en 1899 par Thomas Blackwood Murray et Norman Osborne Fulton, qui avaient tous deux travaillé chez Arrol-Johnston. Ils ont été rejoints quelques années plus tard par John Francis Henderson, qui a apporté du capital supplémentaire. Leur premier atelier se trouvait au premier étage d'un immeuble de Finnieston Street, à Glasgow, et employait seulement sept personnes. En 1903, l'entreprise s'est installée dans de nouveaux locaux à Scotstoun.
Albion Motor Car Company Ltd a été renommé Albion Motors en 1930.
Albion Motors a été repris par Leyland Motors en 1951. Après la fondation de British Leyland en 1968, elle a continué à produire des camions Chieftain, Clydesdale & Reiver, ainsi que des autobus Viking. La production de ces modèles a été transférée à l'usine Leyland de Bathgate en 1980. En 1969, Albion avait repris les anciens ateliers de Coventry Ordnance Works sur South Street, où son activité se poursuit aujourd'hui.
Leyland s'est débarrassé du nom Albion en renommant l'entreprise Leyland (Glasgow), puis Leyland-DAF en 1987, lorsqu'elle est devenue une filiale du conglomérat néerlandais DAF-NV.
En 1993, un management buy-out a permis le retour de l'entreprise entre des mains écossaises, sous le nom d’Albion Automotive. Un nouveau propriétaire a repris Albion en 1998, American Axle & Manufacturing de Detroit (Michigan).

### Véhicules automobiles
En 1900, Albion a construit sa première voiture, un dogcart d'aspect rustique en bois vernis propulsé par un moteur flat-twin de 8 chevaux avec un changement de vitesses par « Patent Combination Clutches » et des pneus pleins.
En 1903 Albion a proposé un moteur à plat vertical (un flat-twin vertical) de 3 115 cm3 et 16 chevaux, puis en 1906 un quatre cylindres de 24 chevaux. Une des spécialités de l'entreprise était le break de chasse à pneus pleins. Les dernières automobiles Albion disposaient d'un moteur monobloc à quatre cylindres de 2 492 cm3.
La production de véhicules particuliers a cessé en 1915. En 1920, Albion a annoncé qu'elle proposait à nouveau des breaks basés sur le châssis de petits autobus, mais on ignore s'il en a été réellement fabriqué.
Liste des modèles :
- Albion 8 (1900–1904) bi-cylindre de 2 080 cm3
- Albion 12 (1900–1906) bi-cylindre 2 659 cm3
- Albion 16 (1905–1913) bi-cylindre 3 141 cm3
- Albion 24/30 (1906–1912) quatre cylindres 3 164 cm3
- Albion 15 (1912–1915) quatre cylindres 2 492 cm3

### Véhicules utilitaires

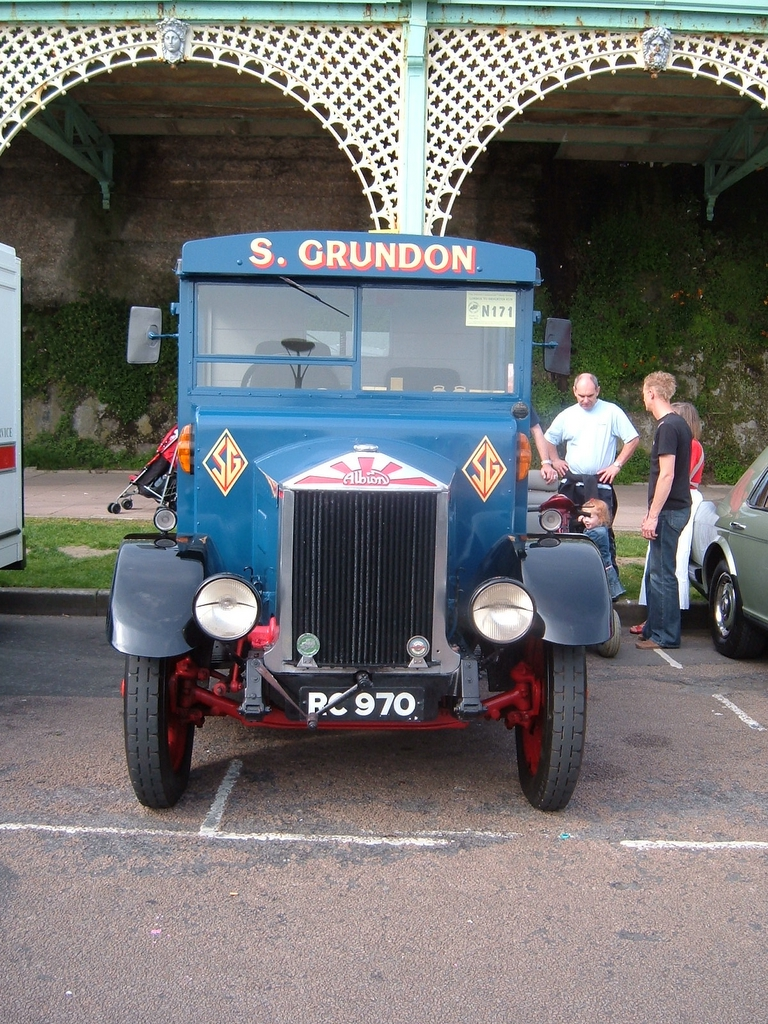
Face avant d'un des premiers modèles.

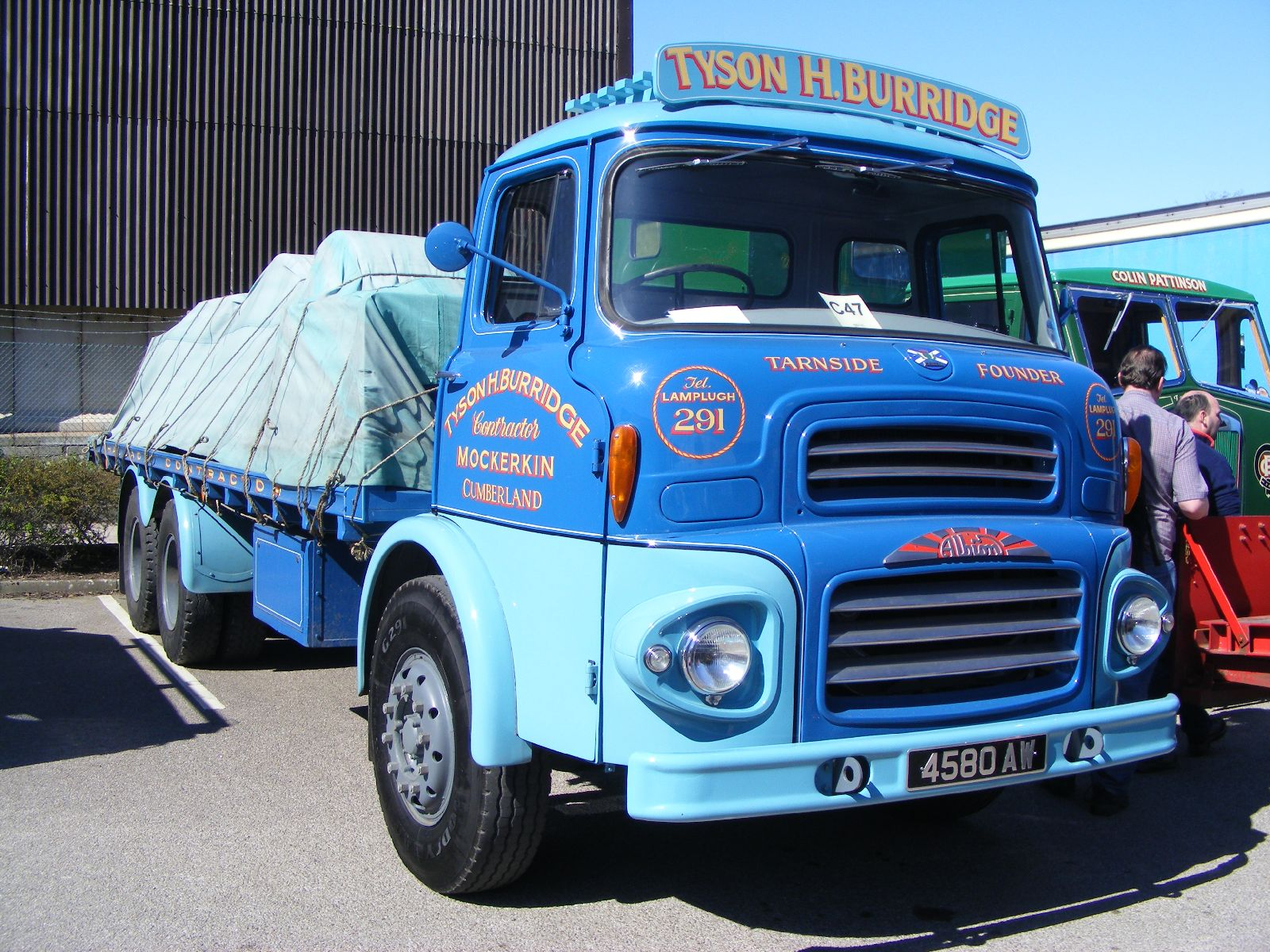
Albion Reiver 1963.

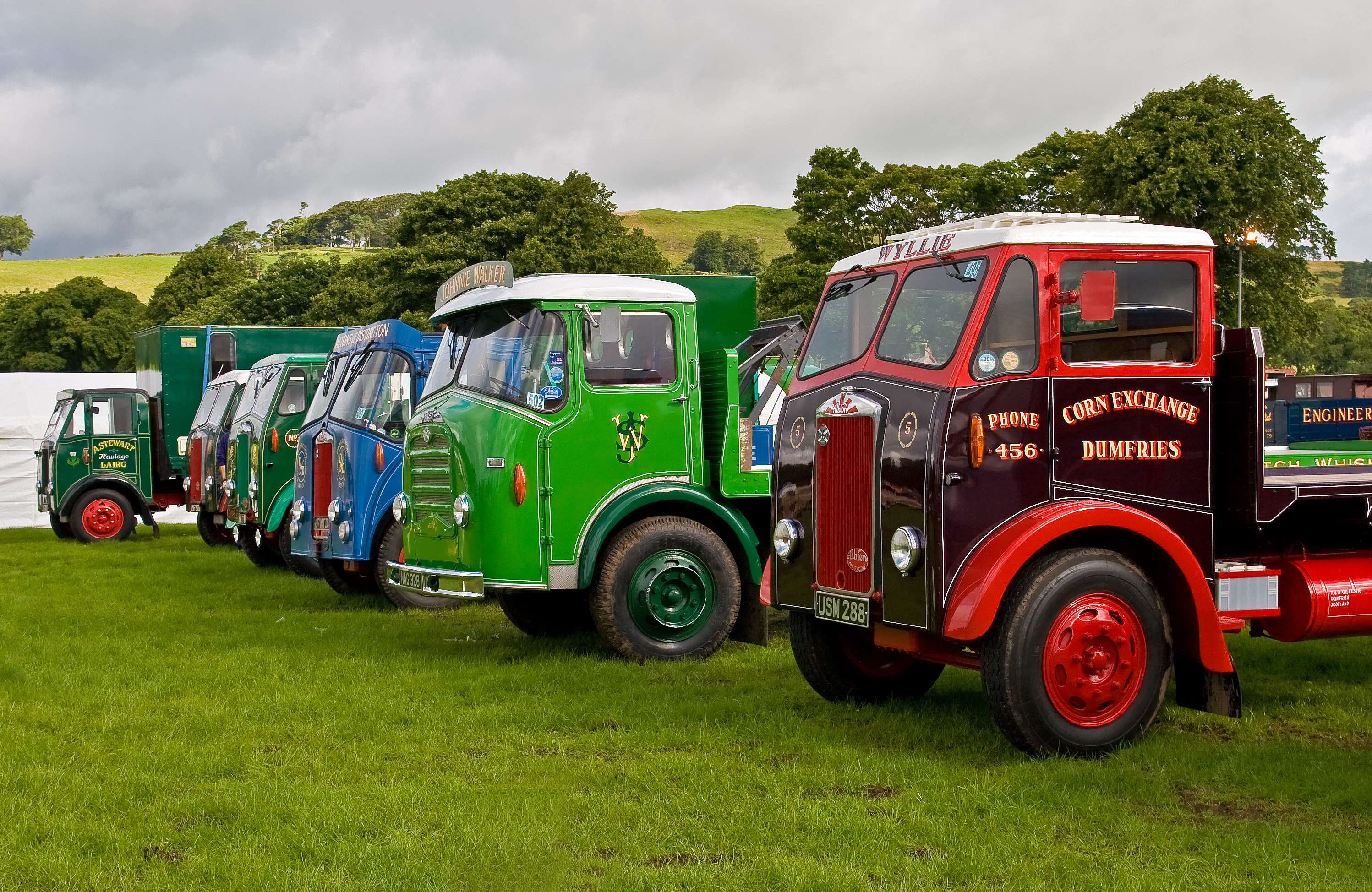
Véhicules Albion au Biggar Vintage Rally de 2008.

Bien que la fabrication automobile ait été sa principale activité durant ses dix premières années, Albion a décidé en 1909 de se concentrer sur les véhicules utilitaires. Au cours de la Première Guerre mondiale, elle a fourni au War Office de grandes quantités de camions de 3 tonnes propulsés par un moteur de 32 chevaux à transmission par chaîne. Après la guerre, beaucoup ont été transformés en chars à bancs.
Des camions et des autobus (simples ou à impériale) ont été fabriqués à l'usine de Scotstoun jusqu'en 1980 (seulement jusqu'à 1972 pour des véhicules complets). Ces bus ont été exportés en Asie, en Afrique de l'Est, en Australie, en Inde et en Afrique du Sud. Presque tous portaient un nom commençant par la lettre V : Victor, Valiant, Viking, Valkyrie et Venturer.
Modèles de camions :
- CX22S tracteur d'artillerie lourd[3]
- WD66N (seulement 9 exemplaires)[3]
- WD.CX24 transport de tanks
- Chieftain (1948)
- Clansman
- Claymore (1954-1966)
- Clydesdale
- Reiver

Le Claymore possédait une boîte à quatre vitesses. Le Reiver possédait six roues.
Le Chieftain avait une boîte à six vitesse, la sixième étant une surmultipliée[réf. nécessaire]

### Production d'autobus

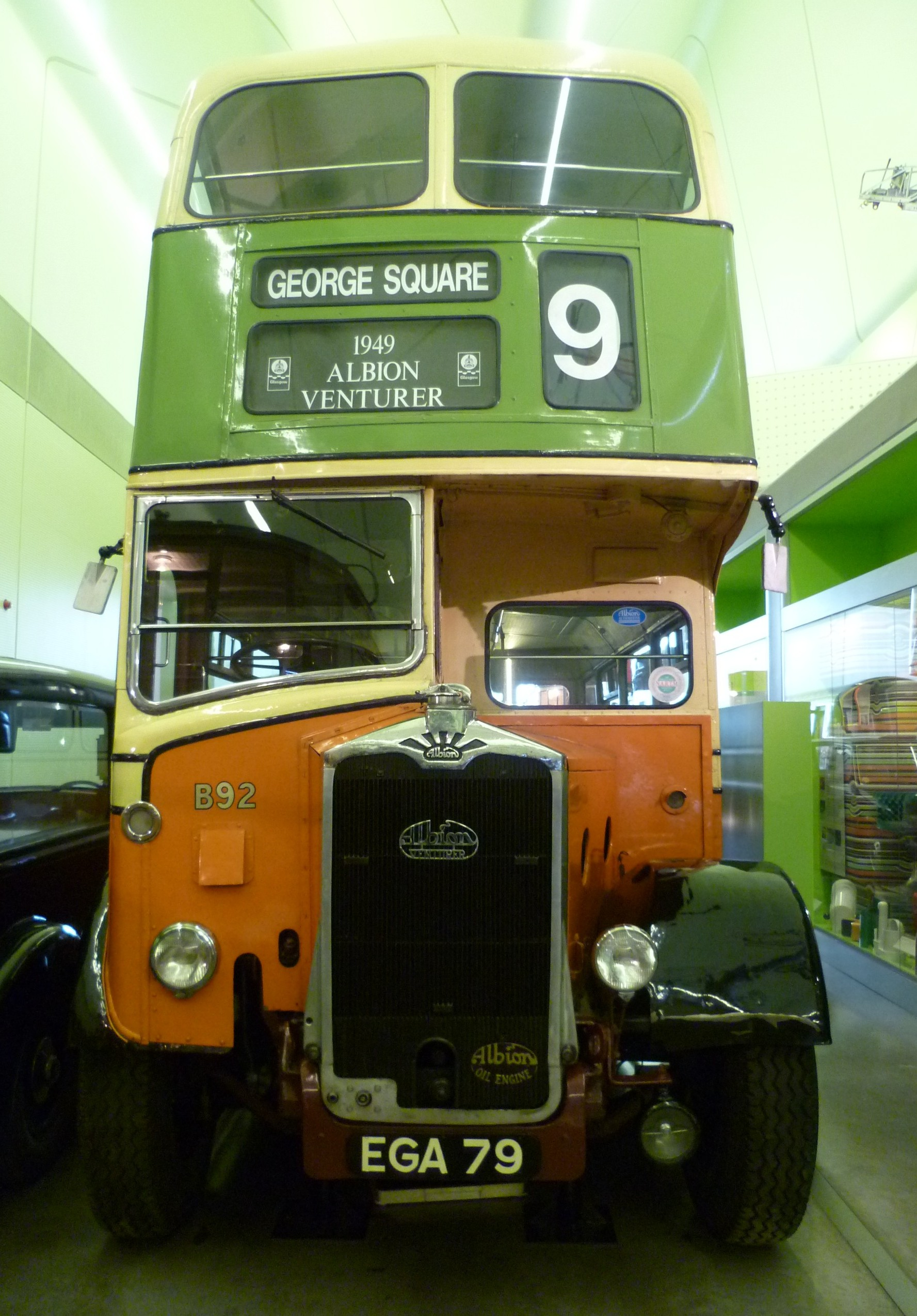
Albion Venturer 1949 exposé au Riverside Museum de Glasgow.

Les premiers autobus ont été construits sur le châssis du camion A10. Deux ont été livrés à West Bromwich en 1914. Newcastle upon Tyne a également acheté des bus à impériale à cette époque, mais Albion n'a pas produit de châssis spécifiquement pour les bus à impériale avant 1931.
En 1923, le premier châssis destiné spécifiquement aux autobus était dérivé de celui utilisé pour le camion 25 cwt, avec de meilleurs amortisseurs. Les carrosseries disponibles permettaient d'accueillir entre 12 et 23 passagers assis. Un modèle à châssis plus bas, le modèle 26, a rejoint la gamme en 1925 : il était disponibles avec un moteur de 30  à   60 chevaux et un empattement de 3,4  à   4,9 m.
Le moteur de tous ces véhicules se trouvait devant le conducteur, mais en 1927 a été annoncé un modèle avec moteur parallèle au conducteur, le Viking. Cette disposition permettait d'y installer 32 sièges passager. À partir de 1933, Albion a disposé de moteurs diesel, fournis par L. Gardner and Sons (en). Le premier autobus à impériale a été le Venturer de 1932, possédant 51 sièges passager. En 1937 a été lancée sa version CX : sur ce châssis le moteur et la boîte de vitesses étaient montés ensemble au lieu d'être reliés par un arbre d'entraînement séparé. À partir de cette date, Albion a également produit sa propre gamme de moteurs diesel.
Après la Deuxième Guerre mondiale la gamme a été progressivement modernisée. Deux prototypes à moteur sous le plancher ont été produits en 1951, et leur entrée en production a eu lieu en 1955 avec le Nimbus.
La reprise par Leyland a signifié la réduction de la gamme. Le dernier bus à impériale produit par Albion est le Lowlander de 1961, vendu en Angleterre sous la marque Leyland, et le dernier châssis d'autobus est le Viking (en), qui reprenait un nom plus ancien.
Modèles d'autobus :
- Model 24 (1923–1924) : Premier châssis de bus spécifique.
- Viking 24 (1924–1932) : Empattements de 3,28  à   5,95 m, freins sur les roues avant à partir de 1927. Moteurs six-cylindres sur les Viking Sixes.
- Valkyrie (1930–1938) : Cabine avancée. Moteur 5 litres, 6,1 litres à partir de 1933, 7,8 litres en option à partir de 1935. Principalement vendu comme autocars.
- Valiant (1931–1936) : Principalement vendu comme autocar.
- Victor (1930–1939) : Moteur ou cabine avancée. 20 ou 24 sièges passager.
- Venturer (1932–1939) : Premiers bus à impériale d'Albion. 51, puis 55 sièges. Une version à 3 essieux, le Valorous n'a été produite qu'à un seul exemplaire en 1932.
- Valkyrie CX (1937–1950) : Moteur et boîte de vitesses montés ensemble.
- Venturer CX (1937–1951) : Bus à impériale.

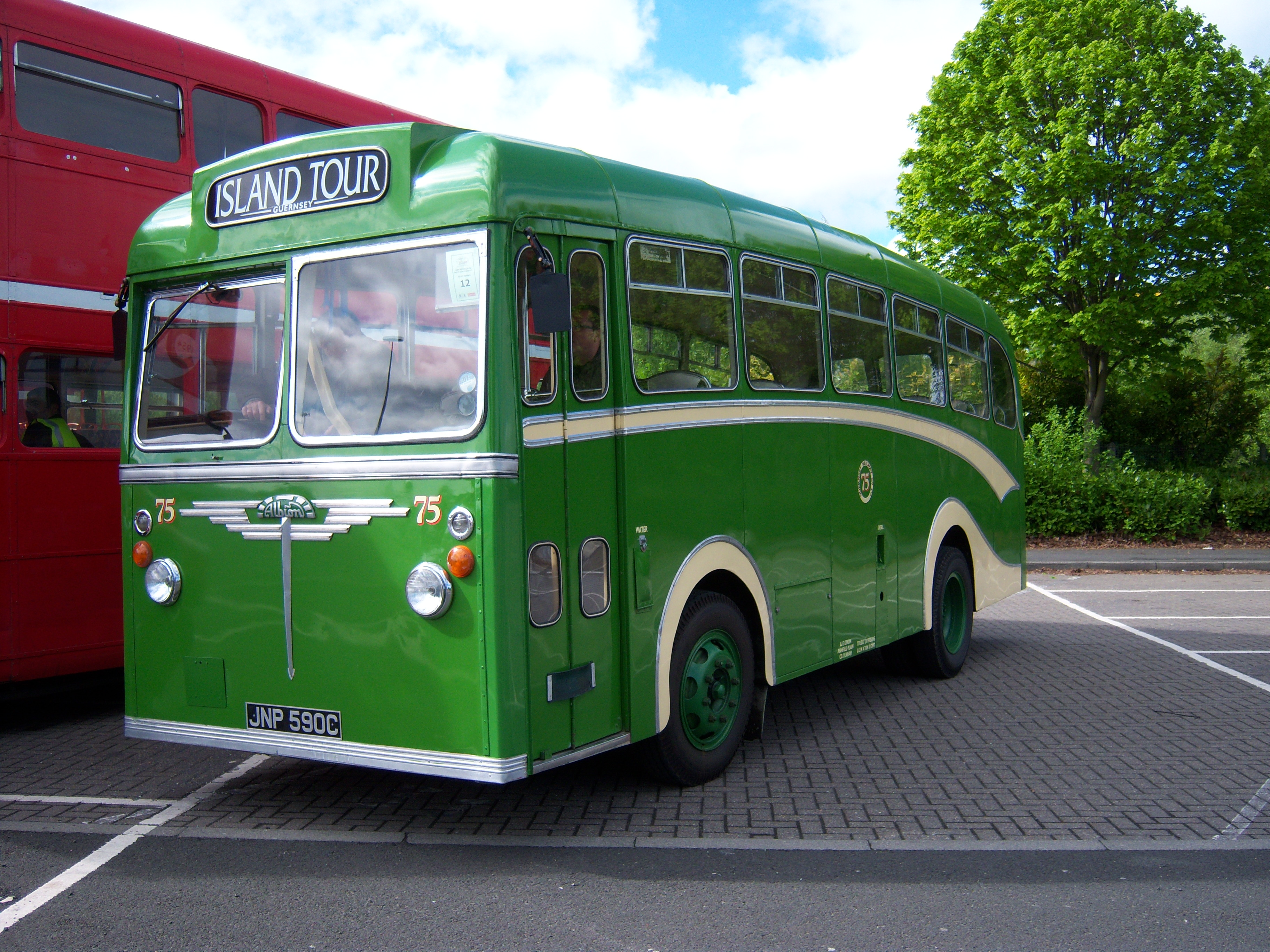
Un conservé à Guernesey.

- Victor FT (1947–1959) : Bus léger à un seul niveau.
- Valiant CX (1948–1951) : Principalement vendu comme autocar.
- Viking CX (1948–1952) : Principalement vendu à l'export.
- KP71NW (1951) : Moteur sous le plancher avec 8 cylindres à plat ; seulement 2 exemplaires.
- Nimbus (en) (1955–1963) : Moteur sous le plancher.
- Aberdonian (en) (1957–1960) : Moteur sous le plancher.
- Royal Scot (1959) : Moteur 15,2 litres sous le plancher, 6 roues dont 4 motrices. 20 unités construites pour South African Railways.
- Victor VT (1959–1966) : Moteur à l'avant, dérivé du camion Chieftain.
- Clydesdale (1959–1978) : Modèle d'exportation construit sur un châssis de camion.
- Talisman TA (1959) : Moteur de 9,8 litre, 6 roues dont 4 motrices. 5 construits pour Rhodesian Railways (aujourd'hui National Railways of Zimbabwe (en).
- Lowlander (en) (1961–1966) : Autobus à impériale. Empattement de 5,64 m. La version LR7 avait une suspension pneumatique à l'arrière.
- Viking VK (en) (1963-1984?) Principalement exporté. Moteurs Leyland O.370, O:400 ou O:401. Les VK 41 et 55 avaient le moteur à l'avant, celui des VK 43, 45, 49, 57 et 67 l'avaient à l'arrière. Le marché australien disposait en option de moteurs AEC AV505.
- Valiant VL (1967–72) : Identiques aux Vikings à moteurs arrière mais avec refroidissement tropicalisé comme sur le VK45 et les essieux du Clydesdale.

### Armes à feu
Durant la Deuxième Guerre mondiale, Albion Motors a fabriqué des revolvers Enfield n°2 Mk I (en). En 1945, 24 000 de ces revolvers avaient été produits par Albion (et ensuite par Coventry Gauge & Tool Co.).

## Culture populaire
La chanson de Mark Knopfler Border Reiver, premier morceau de son album de 2009 Get Lucky, contient des références directes à la marque. Outre son titre, on y trouve les paroles « My Scotstoun lassie », « She's an Albion » et « Sure as the Sunrise ».

### Autres sources
- (en) Michael Sedgwick, "Albion", in G.N. Georgano ed., The Complete Encyclopedia of Motorcars 1885-1968 (New York: E.P. Dutton and Co., 1974), p. 32.
- (en) Adams & Milligan, Albion of Scostoun, Paisley, 1999.
- (en) P Ware, The illustrated guide to military vehicles, Wigston, Hermes House, 2012 (ISBN 0-85723-953-8)